# Saison 2016-2017 du Paris Saint-Germain
Maillots
Chronologie
Saison précédente Saison suivante
La saison 2016-2017 du Paris Saint-Germain est la 47e saison de son histoire et la 43e en première division. Cette saison fait suite au « quadruplé national » réalisé par le club parisien lors des deux précédentes : il s'agit du championnat, de la coupe de France, de la coupe de la Ligue, et enfin du Trophée des champions remporté en début de saison, un exploit inédit pour un club professionnel en Europe.
Lors de cette saison, le PSG défend alors toutes les compétitions nationales dont le championnat qu'il a remporté six fois dans son histoire en 1986, 1994, 2013, 2014, 2015 et 2016 et quatre fois consécutivement depuis la saison 2012-2013. Le club parisien entame aussi pendant cette saison sa cinquième campagne de suite en Ligue des champions où il a atteint systématiquement les quarts de finale.

## Résumé de la saison
À la suite de déconvenue européenne de la saison précédente, le président du PSG Nasser Al-Khelaïfi appelle début juin 2016 à des changements majeurs pour entamer un nouveau cycle.
Quelques semaines plus tard, le club annonce la résiliation du contrat de Laurent Blanc et la nomination de l'Espagnol Unai Emery (récent triple vainqueur de la Ligue Europa) pour lui succéder. Le PSG fait signer dans la foulée plusieurs recrues : Hatem Ben Arfa, en fin de contrat à l'OGC Nice, ainsi que Grzegorz Krychowiak, déjà présent à Séville avec Emery. Le latéral belge Thomas Meunier rejoint aussi le club tout comme le milieu offensif Giovani Lo Celso, prêté à son club formateur Rosario Central jusqu'à janvier 2017. Le prometteur joueur madrilène Jesé conclut ce mercato dans le sens des arrivées. Ce mercato est jugé étonnant par la presse puisque le club a été davantage économe en choisissant des joueurs qui n'étaient pas les premiers choix, et aussi parce que des cadres, comme Zlatan Ibrahimović et David Luiz, n'ont pas été remplacés.
En septembre 2016, le "Plan Leproux", mis en place 6 ans plus tôt, est allégé sur volonté du club et de son président Nasser al-Khelaïfi, et avec l'accord de la Préfecture de police de Paris. Cela permet le retour de supporters ultras au Parc des Princes à l'occasion du match PSG - Bordeaux le 1er octobre 2016. Ces derniers, qui se sont réunis au sein du Collectif Ultras Paris, se placent à nouveau dans le Virage Auteuil, qui renaît de ses cendres à cette occasion. Dès lors, l'ambiance monte en puissance au fur et à mesure que le nombre d'ultras autorisés à se rendre au stade augmente, passant d'une centaine de membres pour les premiers matchs à plus d'un millier en fin de saison. La première moitié de saison est jugée décevante. Les observateurs l'expliquent par la méforme de certains cadres, mais également par l'intégration difficile des recrues estivales. Ainsi, la formation parisienne ne figure qu'à la troisième place lors de la trêve hivernale, à cinq points du leader niçois.
Lors du mercato hivernal, l'allemand Julian Draxler et le portugais Gonçalo Guedes sont recrutés pour renforcer et remobiliser l'effectif. Paris démarre de façon fracassante la seconde partie de saison : la victoire (1-5) au Stade Vélodrome en est l'illustration (il s'agit de la pire défaite à domicile de l'Olympique de Marseille depuis 1953).
Cependant, le club subit un nouvel échec en Ligue des champions en subissant la Remontada (« remontée ») barcelonaise en huitièmes de finale. Le PSG devient alors la première équipe éliminée après avoir remporté 4-0 le match aller. En France, Paris n'est pas champion pour la première fois depuis la saison 2011-2012, et cède son titre à l'AS Monaco.
Néanmoins, le club rafle une nouvelle fois les deux coupes nationales et obtient ainsi le record de victoires en Coupe de France.

## Préparation d'avant-saison
La saison 2016-2017 du Paris Saint-Germain débute officiellement le lundi 4 juillet 2016 avec la reprise de l'entraînement au Camp des Loges.

## Transferts

### Transferts estivaux
Annoncé à la fin de saison précédente, Zlatan Ibrahimović et Gregory van der Wiel quittent le club à l'issue de leurs contrats,.

## Compétitions
| Championnat de France    | Ligue des champions                                 | Coupe de France                     | Coupe de la Ligue                  | Trophée des champions                       |
| ------------------------ | --------------------------------------------------- | ----------------------------------- | ---------------------------------- | ------------------------------------------- |
| Deuxième place 87 points | Huitièmes de finale face au FC Barcelone (4-0, 6-1) | Vainqueur face à l'Angers SCO (0-1) | Vainqueur face à l'AS Monaco (1-4) | Vainqueur face à l'Olympique lyonnais (4-1) |
| 27V 6N 5D                | 4V 3N 1D                                            | 6V 0N 0D                            | 4V 0N 0D                           | 1V 0N 0D                                    |
| TOTAL: 42V 9N 6D         |                                                     |                                     |                                    |                                             |

### Trophée des champions
Pour défendre son Trophée des Champions remporté l'année passée face à l'Olympique lyonnais (2-0) à Montréal, le PSG se déplace cette fois-ci à Klagenfurt en Autriche pour affronter encore une fois Lyon, son dauphin du championnat de l'année dernière[C'est-à-dire ?], étant donné que les Parisiens ont aussi remporté la Coupe de France. Les règles du match sont les suivantes : la durée de la rencontre est de 90 minutes puis en cas de match nul, une séance de tirs au but est réalisée pour départager les équipes. Trois remplacements sont autorisés pour chaque équipe. 

### Championnat

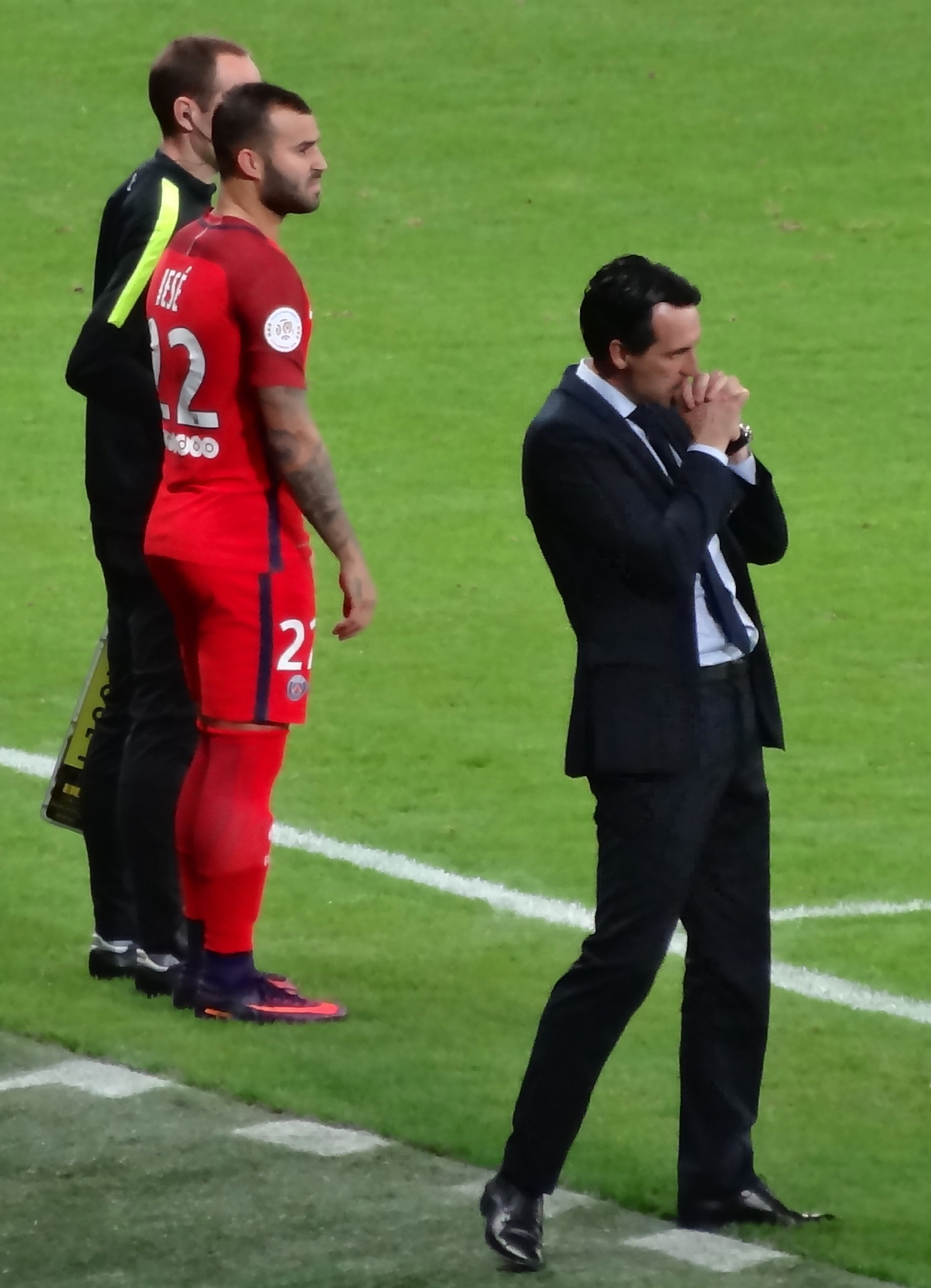
Jesé Rodríguez aux côtés d'Unai Emery avec le PSG.

La Ligue 1 2016-2017 est la soixante-dix-neuvième édition du championnat de France de football et la quinzième sous l'appellation « Ligue 1 ». La division oppose vingt clubs en une série de trente-huit rencontres. Les meilleurs de ce championnat se qualifient pour les coupes d'Europe que sont la Ligue des Champions (le podium) et la Ligue Europa (le quatrième et les vainqueurs des coupes nationales). Le Paris Saint-Germain participe à cette compétition pour la quarante-quatrième fois de son histoire et la quarante-troisième fois de suite depuis la saison 1974-1975, ce qui constitue un record au niveau national.
Les relégués de la saison précédente, le Stade de Reims, quatre ans après sa montée, le GFC Ajaccio et l'ESTAC Troyes, deux clubs promus en Ligue 1 un an plus tôt, sont remplacés par l'AS Nancy-Lorraine, champion de Ligue 2 en 2015-2016 et de retour après trois ans d'absence, le Dijon FCO, qui revient dans l'élite après 4 ans d'absence, et le FC Metz, qui ne sera resté qu'une seule saison en Ligue 2 après sa relégation.

#### Journées 16 à 19
Extrait du classement de Ligue 1 2016-2017 à la trêve hivernale
| Rang | Équipe                 | Pts | J  | G  | N | P | Bp | Bc | Diff |
| ---- | ---------------------- | --- | -- | -- | - | - | -- | -- | ---- |
| 1    | OGC Nice               | 44  | 19 | 13 | 5 | 1 | 34 | 13 | +21  |
| 2    | AS Monaco FC           | 42  | 19 | 13 | 3 | 3 | 56 | 20 | +36  |
| 3    | Paris Saint-Germain FC | 39  | 19 | 12 | 3 | 4 | 38 | 15 | +23  |
| 4    | Olympique lyonnais     | 34  | 18 | 11 | 1 | 6 | 34 | 19 | +15  |
| 5    | EA Guingamp            | 30  | 19 | 8  | 6 | 5 | 25 | 19 | +6   |

#### Classement
| Rang | Équipe                      | Pts | J  | G  | N  | P  | Bp  | Bc | Diff | Qualification ou relégation                                                     |
| ---- | --------------------------- | --- | -- | -- | -- | -- | --- | -- | ---- | ------------------------------------------------------------------------------- |
| 1    | AS Monaco                   | 95  | 38 | 30 | 5  | 3  | 107 | 31 | +76  | Qualification pour la phase de groupes de la Ligue des champions                |
| 2    | Paris Saint-Germain T S L C | 87  | 38 | 27 | 6  | 5  | 83  | 27 | +56  | Qualification pour la phase de groupes de la Ligue des champions                |
| 3    | OGC Nice                    | 78  | 38 | 22 | 12 | 4  | 63  | 36 | +27  | Qualification pour le troisième tour de qualification de la Ligue des champions |
| 4    | Olympique lyonnais          | 67  | 38 | 21 | 4  | 13 | 77  | 48 | +29  | Qualification pour la phase de groupes de la Ligue Europa                       |
| 5    | Olympique de Marseille      | 62  | 38 | 17 | 11 | 10 | 57  | 41 | +16  | Qualification pour le troisième tour de qualification de la Ligue Europa        |

#### Évolution du classement et des résultats
| Journée  | 1 | 2 | 3 | 4 | 5 | 6 | 7 | 8 | 9 | 10 | 11 | 12 | 13 | 14 | 15 | 16 | 17 | 18 | 19 | 20 | 21 | 22 | 23 | 24 | 25 | 26 | 27 | 28 | 29 | 30 | 32 | 33 | 31 | 34 | 35 | 36 | 37 | 38 | Journées en tête |
| -------- | - | - | - | - | - | - | - | - | - | -- | -- | -- | -- | -- | -- | -- | -- | -- | -- | -- | -- | -- | -- | -- | -- | -- | -- | -- | -- | -- | -- | -- | -- | -- | -- | -- | -- | -- | ---------------- |
| Rang     | 8 | 2 | 5 | 7 | 3 | 2 | 4 | 3 | 2 | 3  | 3  | 3  | 3  | 3  | 2  | 3  | 3  | 3  | 3  | 3  | 3  | 3  | 2  | 2  | 2  | 2  | 2  | 2  | 2  | 2  | 2  | 2  | 2  | 2  | 2  | 2  | 2  | 2  | 0                |
| Résultat | G | G | D | N | G | G | D | G | G | N  | G  | G  | G  | G  | G  | D  | N  | D  | G  | G  | G  | N  | G  | G  | G  | N  | G  | G  | G  | G  | G  | G  | G  | G  | D  | G  | G  | N  | —                |

### Ligue des champions
La Ligue des champions 2016-2017 est la 62e édition de la Ligue des champions, la plus prestigieuse des compétitions européennes inter-clubs. Elle est divisée en deux phases, une phase de groupes, qui consiste en huit mini-championnats de quatre équipes par groupe, les deux premiers poursuivant la compétition et le troisième étant repêché en seizièmes de finale de la Ligue Europa.

#### Parcours en Ligue des champions

##### Phase de groupe
| Rang | Équipe              | Pts | J | G | N | P | Bp | Bc | Diff |  | Résultats (▼ dom., ► ext.) |     |     |     |     |
| ---- | ------------------- | --- | - | - | - | - | -- | -- | ---- |  | -------------------------- | --- | --- | --- | --- |
| 1    | Arsenal FC          | 14  | 6 | 4 | 2 | 0 | 18 | 6  | +12  |  | Arsenal FC                 |     | 2-2 | 6-0 | 2-0 |
| 2    | Paris Saint-Germain | 12  | 6 | 3 | 3 | 0 | 13 | 7  | +6   |  | Paris Saint-Germain        | 1-1 |     | 2-2 | 3-0 |
| 3    | Ludogorets Razgrad  | 3   | 6 | 0 | 3 | 3 | 6  | 15 | -9   |  | Ludogorets Razgrad         | 2-3 | 1-3 |     | 0-0 |
| 4    | FC Bâle             | 2   | 6 | 0 | 2 | 4 | 3  | 12 | -9   |  | FC Bâle                    | 1-4 | 1-2 | 1-1 |     |

#### Coefficient UEFA
| Rang 2017 | Rang 2016 | Évolution | Club              | 2012-2013 | 2013-2014 | 2014-2015 | 2015-2016 | 2016-2017 | Coefficient |
| --------- | --------- | --------- | ----------------- | --------- | --------- | --------- | --------- | --------- | ----------- |
| 1         | 1         | =         | Real Madrid CF    | 29,542    | 39,600    | 33,042    | 37,785    | 37,028    | 176,999     |
| 2         | 2         | =         | Bayern Munich     | 36,585    | 29,942    | 31,171    | 32,285    | 24,914    | 154,899     |
| 3         | 3         | =         | FC Barcelone      | 27,542    | 28,600    | 38,042    | 30,785    | 27,028    | 151,999     |
| 4         | 4         | =         | Atlético Madrid   | 13,542    | 37,600    | 26,042    | 32,785    | 33,028    | 142,999     |
| 5         | 9         | +4        | Juventus          | 25,883    | 25,833    | 32,800    | 20,300    | 35,850    | 140,666     |
| 6         | 7         | +1        | Paris SG          | 27,350    | 26,700    | 23,183    | 26,216    | 22,883    | 126,333     |
| 7         | 8         | +1        | Borussia Dortmund | 33,585    | 24,942    | 21,171    | 20,285    | 24,914    | 124,899     |
| 8         | 14        | +6        | FC Séville        | 3,542     | 26,600    | 32,042    | 27,785    | 23,028    | 112,999     |

### Coupe de la Ligue
La coupe de la Ligue 2016-2017 est la 23e édition de la Coupe de la Ligue, compétition à élimination directe organisée par la Ligue de football professionnel (LFP) depuis 1994, qui rassemble uniquement les clubs professionnels de Ligue 1, Ligue 2 et National. Depuis 2009, la LFP a instauré un nouveau format de coupe plus avantageux pour les équipes qualifiées pour une coupe d'Europe avec une entrée en huitièmes de finale, ce qui est le cas pour le PSG. Le Paris Saint-Germain remet son titre de Coupe de la Ligue en jeu pour la troisième fois consécutive, après les éditions 2014, 2015 et 2016. Le club parisien détient le record de victoires, au nombre de six, dans cette compétition, à trois unités devant l'Olympique de Marseille et les Girondins de Bordeaux.

### Coupe de France
La coupe de France 2016-2017 est la 100e édition de la coupe de France, une compétition à élimination directe mettant aux prises tous les clubs de football amateurs et professionnels à travers la France métropolitaine et les DOM-TOM. Elle est organisée par la FFF et ses ligues régionales. Lors de cette édition 2017, le PSG remet en jeu son titre de l'année dernière[C'est-à-dire ?] obtenu face à Marseille. Par ailleurs, la formation parisienne co-détient le record de victoires dans cette compétition avec le rival marseillais, au nombre de dix.

## Joueurs et encadrement technique

### Encadrement technique

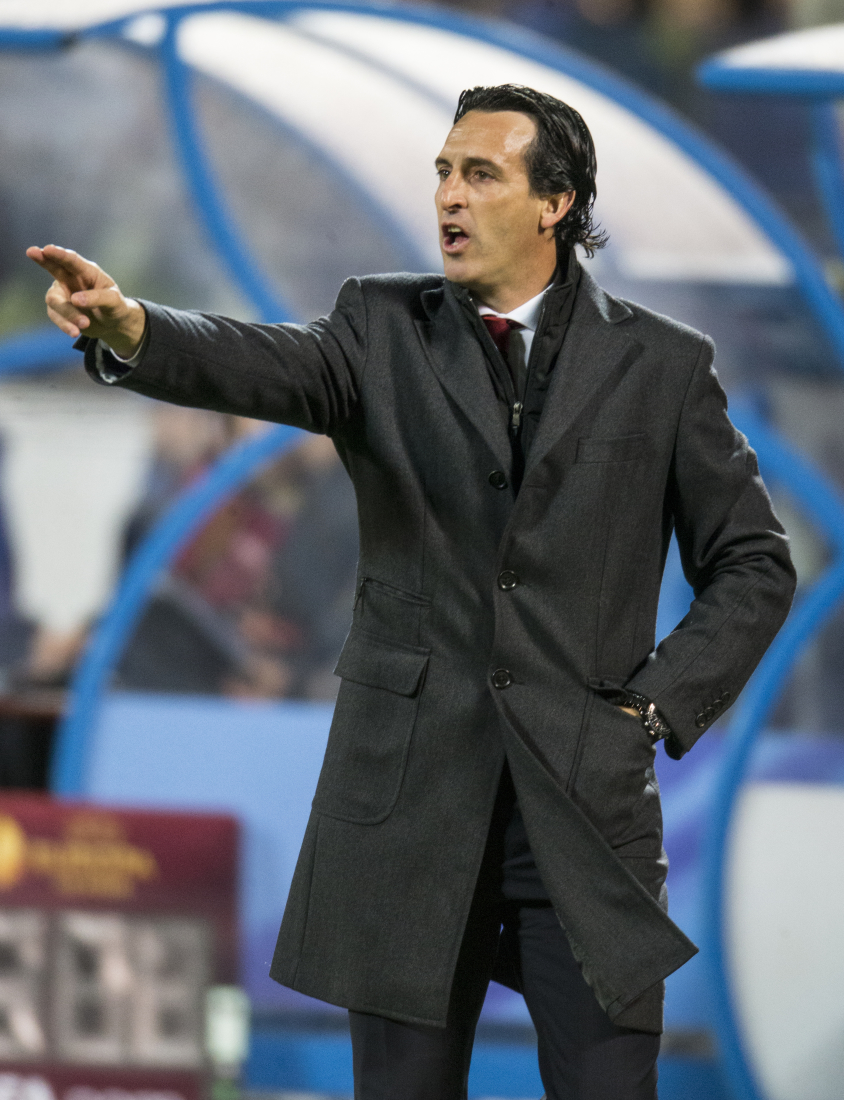
Unai Emery, lors de son passage au FC Séville.

L'équipe parisienne est entraînée par l'espagnol Unai Emery. Entraîneur de 44 ans, il commence sa carrière en 1990 dans le club basque de la Real Sociedad puis poursuit son parcours principalement dans les divisions inférieures espagnoles : au CD Toledo, au Racing de Ferrol, au CD Leganés puis enfin au Lorca Deportiva où il raccroche les crampons. Évoluant au poste de milieu de terrain, il effectue plus d'une centaines d'apparitions dans ces cinq clubs avec à la clef une dizaine de buts sans pour autant gagner le moindre titre. Il décide alors en 2004 d'entreprendre une carrière d'entraîneur au Lorca puis au UD Almería en 2006 où il réussit à monter en première division. Passant à un niveau supérieur avec le FC Valence en 2008, il place le club valencien très régulièrement sur le podium de la Liga espagnole. Il fait également de la Ligue Europa sa spécialité en la remportant trois fois durant son passage au FC Séville entre 2013 et 2016, ce qui en fait l'entraîneur le plus titré dans cette compétition. Par ailleurs, il est élu comme étant le quatrième meilleur entraîneur au monde en 2015 par l'IFFHS. Il est nommé fin juin 2016 comme le successeur de Laurent Blanc à la tête de l'équipe parisienne. 
L'entraîneur espagnol est accompagné dans sa tâche au PSG par son fidèle adjoint Juan Carlos Carcedo qui le suit depuis son passage à l'UD Almería. Il emmène également dans ses bagages son préparateur physique Pablo Villanueva et l'analyste vidéo Victor Mañas. Certains membres du staff durant le passage de Laurent Blanc officient toujours sous la direction d'Unai Emery comme l'entraîneur adjoint et ancien joueur du club Zoumana Camara et l'entraîneur des gardiens Nicolas Dehon. Concernant le staff médical, les préparateurs physiques Denis Lefèbve, Nicolas Mayer et Simon Colinet sont toujours en poste ainsi que le chirurgien Éric Rolland, médecin du club.

### Joueurs prêtés
| N° | Nat. | Nom                      | Club en prêt          | Compétition | Championnat | Championnat | Championnat | Championnat  | Coupe d'Europe | Coupe d'Europe | Coupe d'Europe | Coupe d'Europe | Coupes nationales | Coupes nationales | Coupes nationales | Coupes nationales | Total | Total | Total  | Total        |
| N° | Nat. | Nom                      | Club en prêt          | Compétition | MJ          | B           | Averti      | Carton rouge | MJ             | B              | Averti         | Carton rouge   | MJ                | B                 | Averti            | Carton rouge      | MJ    | B     | Averti | Carton rouge |
| -- | ---- | ------------------------ | --------------------- | ----------- | ----------- | ----------- | ----------- | ------------ | -------------- | -------------- | -------------- | -------------- | ----------------- | ----------------- | ----------------- | ----------------- | ----- | ----- | ------ | ------------ |
| 22 |      | Odsonne Édouard          | Toulouse FC           | Ligue 1     | 16          | 1           | 0           | 0            | -              | -              | -              | -              | 1                 | 0                 | 0                 | 0                 | 17    | 1     | 0      | 0            |
| 22 |      | Jesé Rodríguez           | UD Las Palmas         | Liga        | 16          | 3           | 5           | 0            | -              | -              | -              | -              | -                 | -                 | -                 | -                 | 16    | 3     | 5      | 0            |
| 30 |      | Salvatore Sirigu         | FC Séville            | Liga        | 2           | 0           | 0           | 1            | 0              | 0              | 0              | 0              | 1                 | 0                 | 0                 | 0                 | 3     | 0     | 0      | 1            |
| 30 |      | Salvatore Sirigu         | CA Osasuna            | Liga        | 18          | 0           | 1           | 0            | -              | -              | -              | -              | -                 | -                 | -                 | -                 | 18    | 0     | 1      | 0            |
| 31 |      | Youssouf Sabaly          | Girondins de Bordeaux | Ligue 1     | 30          | 0           | 3           | 0            | -              | -              | -              | -              | 3                 | 0                 | 0                 | 0                 | 33    | 0     | 3      | 0            |
| 36 |      | Jonathan Ikoné           | Montpellier HSC       | Ligue 1     | 14          | 1           | 1           | 0            | -              | -              | -              | -              | 0                 | 0                 | 0                 | 0                 | 14    | 1     | 1      | 0            |
| 37 |      | Roli Pereira De Sa       | Tours FC              | Ligue 2     | 3           | 0           | 1           | 0            | -              | -              | -              | -              | 0                 | 0                 | 0                 | 0                 | 3     | 0     | 1      | 0            |
| 38 |      | Jean-Christophe Bahebeck | Delfino Pescara       | Serie A     | 14          | 3           | 0           | 0            | -              | -              | -              | -              | 0                 | 0                 | 0                 | 0                 | 14    | 3     | 0      | 0            |
| 39 |      | Wilfried Kanga           | US Créteil-Lusitanos  | National    | 24          | 5           | 0           | 0            | -              | -              | -              | -              | 2                 | 0                 | 0                 | 0                 | 26    | 5     | 0      | 0            |
| 42 |      | Romain Habran            | US Boulogne           | National    | 13          | 1           | 0           | 0            | -              | -              | -              | -              | -                 | -                 | -                 | -                 | 13    | 1     | 0      | 0            |

## Statistiques

### Statistiques collectives
| Compétition           | Débute au tour   | Termine       | Matches joués | Gagnés | Nuls | Perdus | Buts pour | Buts contre | Différence |
| --------------------- | ---------------- | ------------- | ------------- | ------ | ---- | ------ | --------- | ----------- | ---------- |
| Trophée des champions | Finale           | Vainqueur     | 1             | 1      | 0    | 0      | 4         | 1           | +3         |
| Ligue 1               | -                | Deuxième      | 38            | 27     | 6    | 5      | 83        | 27          | +56        |
| Ligue des champions   | Phase de groupes | 1/8 de finale | 8             | 4      | 3    | 1      | 18        | 13          | +5         |
| Coupe de la Ligue     | 1/8 de finale    | Vainqueur     | 4             | 4      | 0    | 0      | 13        | 3           | +10        |
| Coupe de France       | 1/32 de finale   | Vainqueur     | 6             | 6      | 0    | 0      | 23        | 0           | +23        |
| Total                 | -                | -             | 57            | 42     | 9    | 6      | 141       | 44          | +97        |

### Statistiques individuelles

#### Récompenses et distinctions
Le 10 octobre 2015, le classement des 59 meilleurs joueurs de vingt ans et moins de l'année 2016 du magazine FourFourTwo est publié. Le PSG place deux joueurs: Giovani Lo Celso (12e) et Jean-Kévin Augustin (30e).
L'attaquant Edinson Cavani remporte le trophée UNFP du joueur du mois de septembre ainsi que celui du mois d'octobre.
Serge Aurier remporte la 10e édition du Prix Sport Ivoire, prix récompensant le meilleur joueur ivoirien de l'année en cumulant votes des journalistes et des internautes.
Adrien Rabiot et Presnel Kimpembe font partie des onze nommés pour le Trophée Téléfoot du meilleur espoir français de l'année 2016. Adrien Rabiot termine à la deuxième place, tandis que Presnel Kimpembe est classé onzième.
Alphonse Areola fait partie du onze des révélations de l'année 2016 en Ligue des champions.
Unai Emery est cinquième de la liste des entraineurs de l'année 2016 dévoilée par l'IFFHS.
Lors de la cérémonie des Globe Soccer Awards 2016, Unai Emery reçoit un prix spécial pour son travail accompli durant l'année.

## Affluence et télévision

### Affluence
Affluence du Paris SG à domicile

### Retransmission télévisée
Lors de la saison 2016-2017 de Ligue 1, comme lors de la saison précédente, la Ligue de football professionnel (LFP) choisit de prendre exemple sur les championnats étrangers et d'étaler les matchs sur les trois jours du week-end et sur plusieurs tranches horaires. Ainsi la journée de championnat débute le vendredi soir à 20 h 45, se continue le samedi à 17h, puis à 20h où cinq matchs sont diffusés en simultanés, et enfin le dimanche où trois rencontres sont diffusées respectivement à 15h, 17h et 20h45 (21h pour la deuxième partie de saison) pour l'affiche de la journée.
Pour cette nouvelle saison, les diffuseurs ne changent pas : Canal+ retransmet les rencontres du vendredi soir, samedi après-midi et dimanche soir et obtient le plus grand nombre de matchs du PSG sur son concurrent beIN Sport qui diffuse les matchs du samedi soir et du dimanche après-midi.

Ces deux chaînes déboursent ainsi plus de 700 millions d'euros pour diffuser la Ligue 1, ce chiffre ne cesse d'augmenter ses dernières années, notamment grâce à l'arrivée des stars dans le club de la capitale. Ces droits télévisés sont aussi reversés au PSG et aux autres clubs du championnat selon leur classement, ainsi, la formation parisienne a touché près de 50 millions d'euros pour la saison 2014-15.
Concernant la Ligue des champions, les matchs du PSG sont retransmis les mardis et mercredis à 20h45. Comme pour la Ligue 1, Canal + et beIN Sport détiennent les droits télévisés et diffusent les rencontres du Paris SG une fois sur deux.